# Selección de fútbol sub-17 de Bulgaria
La Selección de fútbol sub-17 de Bulgaria es el equipo que representa al país en el Mundial Sub-17, en la Eurocopa Sub-17 y otros torneos de la categoría; y es controlado por la Unión de Fútbol de Bulgaria.

## Palmarés
- Copa de los Balcanes Sub-17: 1

1973

## Participaciones

### Mundial Sub-17
| Año   | Fase                                  | Posición                              | PJ                                    | PG                                    | PE                                    | PP                                    | GF                                    | GC                                    |
| ----- | ------------------------------------- | ------------------------------------- | ------------------------------------- | ------------------------------------- | ------------------------------------- | ------------------------------------- | ------------------------------------- | ------------------------------------- |
| 1985  | No se clasificó                       | No se clasificó                       | No se clasificó                       | No se clasificó                       | No se clasificó                       | No se clasificó                       | No se clasificó                       | No se clasificó                       |
| 1987  | No se clasificó                       | No se clasificó                       | No se clasificó                       | No se clasificó                       | No se clasificó                       | No se clasificó                       | No se clasificó                       | No se clasificó                       |
| 1989  | No se clasificó                       | No se clasificó                       | No se clasificó                       | No se clasificó                       | No se clasificó                       | No se clasificó                       | No se clasificó                       | No se clasificó                       |
| 1991  | No se clasificó                       | No se clasificó                       | No se clasificó                       | No se clasificó                       | No se clasificó                       | No se clasificó                       | No se clasificó                       | No se clasificó                       |
| 1993  | No se clasificó                       | No se clasificó                       | No se clasificó                       | No se clasificó                       | No se clasificó                       | No se clasificó                       | No se clasificó                       | No se clasificó                       |
| 1995  | No se clasificó                       | No se clasificó                       | No se clasificó                       | No se clasificó                       | No se clasificó                       | No se clasificó                       | No se clasificó                       | No se clasificó                       |
| 1997  | No se clasificó                       | No se clasificó                       | No se clasificó                       | No se clasificó                       | No se clasificó                       | No se clasificó                       | No se clasificó                       | No se clasificó                       |
| 1999  | No se clasificó                       | No se clasificó                       | No se clasificó                       | No se clasificó                       | No se clasificó                       | No se clasificó                       | No se clasificó                       | No se clasificó                       |
| 2001  | No se clasificó                       | No se clasificó                       | No se clasificó                       | No se clasificó                       | No se clasificó                       | No se clasificó                       | No se clasificó                       | No se clasificó                       |
| 2003  | No se clasificó                       | No se clasificó                       | No se clasificó                       | No se clasificó                       | No se clasificó                       | No se clasificó                       | No se clasificó                       | No se clasificó                       |
| 2005  | No se clasificó                       | No se clasificó                       | No se clasificó                       | No se clasificó                       | No se clasificó                       | No se clasificó                       | No se clasificó                       | No se clasificó                       |
| 2007  | No se clasificó                       | No se clasificó                       | No se clasificó                       | No se clasificó                       | No se clasificó                       | No se clasificó                       | No se clasificó                       | No se clasificó                       |
| 2009  | No se clasificó                       | No se clasificó                       | No se clasificó                       | No se clasificó                       | No se clasificó                       | No se clasificó                       | No se clasificó                       | No se clasificó                       |
| 2011  | No se clasificó                       | No se clasificó                       | No se clasificó                       | No se clasificó                       | No se clasificó                       | No se clasificó                       | No se clasificó                       | No se clasificó                       |
| 2013  | No se clasificó                       | No se clasificó                       | No se clasificó                       | No se clasificó                       | No se clasificó                       | No se clasificó                       | No se clasificó                       | No se clasificó                       |
| 2015  | No se clasificó                       | No se clasificó                       | No se clasificó                       | No se clasificó                       | No se clasificó                       | No se clasificó                       | No se clasificó                       | No se clasificó                       |
| 2017  | No se clasificó                       | No se clasificó                       | No se clasificó                       | No se clasificó                       | No se clasificó                       | No se clasificó                       | No se clasificó                       | No se clasificó                       |
| 2019  | No se clasificó                       | No se clasificó                       | No se clasificó                       | No se clasificó                       | No se clasificó                       | No se clasificó                       | No se clasificó                       | No se clasificó                       |
| 2021  | Cancelado por la Pandemia de COVID-19 | Cancelado por la Pandemia de COVID-19 | Cancelado por la Pandemia de COVID-19 | Cancelado por la Pandemia de COVID-19 | Cancelado por la Pandemia de COVID-19 | Cancelado por la Pandemia de COVID-19 | Cancelado por la Pandemia de COVID-19 | Cancelado por la Pandemia de COVID-19 |
| 2023  | No se clasificó                       | No se clasificó                       | No se clasificó                       | No se clasificó                       | No se clasificó                       | No se clasificó                       | No se clasificó                       | No se clasificó                       |
| 2025  | Por definirse                         | Por definirse                         | Por definirse                         | Por definirse                         | Por definirse                         | Por definirse                         | Por definirse                         | Por definirse                         |
| Total | 0/19                                  | -                                     | 0                                     | 0                                     | 0                                     | 0                                     | 0                                     | 0                                     |

### Eurocopa Sub-16/Sub-17
| Año   | Ronda                                      | J                                          | G                                          | E                                          | P                                          | GF                                         | GC                                         |
| ----- | ------------------------------------------ | ------------------------------------------ | ------------------------------------------ | ------------------------------------------ | ------------------------------------------ | ------------------------------------------ | ------------------------------------------ |
| 1982  | No clasificó                               | No clasificó                               | No clasificó                               | No clasificó                               | No clasificó                               | No clasificó                               | No clasificó                               |
| 1984  | No clasificó                               | No clasificó                               | No clasificó                               | No clasificó                               | No clasificó                               | No clasificó                               | No clasificó                               |
| 1985  | Fase de grupos                             | 3                                          | 1                                          | 0                                          | 2                                          | 4                                          | 3                                          |
| 1986  | Fase de grupos                             | 3                                          | 1                                          | 2                                          | 0                                          | 3                                          | 2                                          |
| 1987  | No clasificó                               | No clasificó                               | No clasificó                               | No clasificó                               | No clasificó                               | No clasificó                               | No clasificó                               |
| 1988  | No clasificó                               | No clasificó                               | No clasificó                               | No clasificó                               | No clasificó                               | No clasificó                               | No clasificó                               |
| 1989  | Fase de grupos                             | 3                                          | 0                                          | 2                                          | 1                                          | 2                                          | 3                                          |
| 1990  | No clasificó                               | No clasificó                               | No clasificó                               | No clasificó                               | No clasificó                               | No clasificó                               | No clasificó                               |
| 1991  | Fase de grupos                             | 3                                          | 0                                          | 0                                          | 3                                          | 1                                          | 8                                          |
| 1992  | No clasificó                               | No clasificó                               | No clasificó                               | No clasificó                               | No clasificó                               | No clasificó                               | No clasificó                               |
| 1993  | No clasificó                               | No clasificó                               | No clasificó                               | No clasificó                               | No clasificó                               | No clasificó                               | No clasificó                               |
| 1994  | No clasificó                               | No clasificó                               | No clasificó                               | No clasificó                               | No clasificó                               | No clasificó                               | No clasificó                               |
| 1995  | No clasificó                               | No clasificó                               | No clasificó                               | No clasificó                               | No clasificó                               | No clasificó                               | No clasificó                               |
| 1996  | No clasificó                               | No clasificó                               | No clasificó                               | No clasificó                               | No clasificó                               | No clasificó                               | No clasificó                               |
| 1997  | No clasificó                               | No clasificó                               | No clasificó                               | No clasificó                               | No clasificó                               | No clasificó                               | No clasificó                               |
| 1998  | No clasificó                               | No clasificó                               | No clasificó                               | No clasificó                               | No clasificó                               | No clasificó                               | No clasificó                               |
| 1999  | No clasificó                               | No clasificó                               | No clasificó                               | No clasificó                               | No clasificó                               | No clasificó                               | No clasificó                               |
| 2000  | No clasificó                               | No clasificó                               | No clasificó                               | No clasificó                               | No clasificó                               | No clasificó                               | No clasificó                               |
| 2001  | No clasificó                               | No clasificó                               | No clasificó                               | No clasificó                               | No clasificó                               | No clasificó                               | No clasificó                               |
| 2002  | No clasificó                               | No clasificó                               | No clasificó                               | No clasificó                               | No clasificó                               | No clasificó                               | No clasificó                               |
| 2003  | No clasificó                               | No clasificó                               | No clasificó                               | No clasificó                               | No clasificó                               | No clasificó                               | No clasificó                               |
| 2004  | No clasificó                               | No clasificó                               | No clasificó                               | No clasificó                               | No clasificó                               | No clasificó                               | No clasificó                               |
| 2005  | No clasificó                               | No clasificó                               | No clasificó                               | No clasificó                               | No clasificó                               | No clasificó                               | No clasificó                               |
| 2006  | No clasificó                               | No clasificó                               | No clasificó                               | No clasificó                               | No clasificó                               | No clasificó                               | No clasificó                               |
| 2007  | No clasificó                               | No clasificó                               | No clasificó                               | No clasificó                               | No clasificó                               | No clasificó                               | No clasificó                               |
| 2008  | No clasificó                               | No clasificó                               | No clasificó                               | No clasificó                               | No clasificó                               | No clasificó                               | No clasificó                               |
| 2009  | No clasificó                               | No clasificó                               | No clasificó                               | No clasificó                               | No clasificó                               | No clasificó                               | No clasificó                               |
| 2010  | No clasificó                               | No clasificó                               | No clasificó                               | No clasificó                               | No clasificó                               | No clasificó                               | No clasificó                               |
| 2011  | No clasificó                               | No clasificó                               | No clasificó                               | No clasificó                               | No clasificó                               | No clasificó                               | No clasificó                               |
| 2012  | No clasificó                               | No clasificó                               | No clasificó                               | No clasificó                               | No clasificó                               | No clasificó                               | No clasificó                               |
| 2013  | No clasificó                               | No clasificó                               | No clasificó                               | No clasificó                               | No clasificó                               | No clasificó                               | No clasificó                               |
| 2014  | No clasificó                               | No clasificó                               | No clasificó                               | No clasificó                               | No clasificó                               | No clasificó                               | No clasificó                               |
| 2015  | Fase de grupos                             | 3                                          | 0                                          | 1                                          | 2                                          | 2                                          | 5                                          |
| 2016  | No clasificó                               | No clasificó                               | No clasificó                               | No clasificó                               | No clasificó                               | No clasificó                               | No clasificó                               |
| 2017  | No clasificó                               | No clasificó                               | No clasificó                               | No clasificó                               | No clasificó                               | No clasificó                               | No clasificó                               |
| 2018  | No clasificó                               | No clasificó                               | No clasificó                               | No clasificó                               | No clasificó                               | No clasificó                               | No clasificó                               |
| 2019  | No clasificó                               | No clasificó                               | No clasificó                               | No clasificó                               | No clasificó                               | No clasificó                               | No clasificó                               |
| 2020  | Cancelado debido a la pandemia de COVID-19 | Cancelado debido a la pandemia de COVID-19 | Cancelado debido a la pandemia de COVID-19 | Cancelado debido a la pandemia de COVID-19 | Cancelado debido a la pandemia de COVID-19 | Cancelado debido a la pandemia de COVID-19 | Cancelado debido a la pandemia de COVID-19 |
| 2021  | Cancelado debido a la pandemia de COVID-19 | Cancelado debido a la pandemia de COVID-19 | Cancelado debido a la pandemia de COVID-19 | Cancelado debido a la pandemia de COVID-19 | Cancelado debido a la pandemia de COVID-19 | Cancelado debido a la pandemia de COVID-19 | Cancelado debido a la pandemia de COVID-19 |
| 2022  | Fase de grupos                             | 3                                          | 0                                          | 1                                          | 2                                          | 2                                          | 8                                          |
| 2023  | No clasificó                               | No clasificó                               | No clasificó                               | No clasificó                               | No clasificó                               | No clasificó                               | No clasificó                               |
| 2024  | No clasificó                               | No clasificó                               | No clasificó                               | No clasificó                               | No clasificó                               | No clasificó                               | No clasificó                               |
| Total | 6/40                                       | 18                                         | 2                                          | 6                                          | 10                                         | 14                                         | 31                                         |